# Jimmy Edwards
Jimmy Edwards DFC (23 de marzo de 1920 – 7 de julio de 1988) fue un actor y comediante inglés de radio y televisión, conocido principalmente por sus papeles de Pa Glum en Take It From Here y de 'Profesor' James Edwards en Whack-O!.

## Biografía
Su verdadero nombre era James Keith O'Neill, y nació en Londres, Inglaterra. Su padre era un profesor de matemáticas. Estudió en la St Paul's Cathedral Choir School, en el King's College School de Wimbledon, y en el St John's College (Cambridge).
Sirvió en la Royal Air Force durante la Segunda Guerra Mundial, ganando una Cruz de vuelo distinguido (Reino Unido). Su Douglas DC-3 fue abatido durante la Operación Market Garden en 1944, resultando con heridas en el rostro que precisaron cirugía plástica — disimulaba sus cicatrices con un gran bigote, que posteriormente se convirtió en su seña de identidad. Fue miembro del Guinea Pig Club, una asociación de heridos en la guerra.

### Carrera radiofónica
Edwards trabajó en el teatro londinense en los primeros años de la posguerra, debutando en el Teatro Windmill en 1946, y en la emisora radiofónica BBC ese mismo año. También trabajó en el Cambridge Footlights, y durante una temporada actuó junto a Tony Hancock. Consiguió fama como intérprete radiofónico gracias a Take It From Here, con Dick Bentley. En este medio también trabajó en My Wildest Dream.

### Televisión
En televisión actuó en Whack-O, programa escrito por Frank Muir y Denis Norden En la radio participó en el concurso Does the Team Think…, un show ideado por él. En 1959 se rodó una versión cinematográfica de Whack-O titulada Bottoms Up!, escrita por Frank Muir y Denis Norden, y en la que trabajó Edwards. En TV también participó en Six Faces of Jim, en algunos episodios de Make Room for Daddy y Sykes, en Bold As Brass, I Object, John Jorrocks Esq, The Auction Game, Joker's Wild, Sir Yellow, Doctor in the House, Charley's Aunt y Oh! Sir James! (la cual él escribió). 
Edwards también interpretó The Fossett Saga en 1969, acompañado por Sam Kydd y June Whitfield, entre otros. Este programa se emitió en la LWT. 

### Teatro y cine
En abril de 1966 Edwards actuó en la última noche del Teatro Tivoli de Melbourne, Australia, finalizando con una larga tradición de music hall en Australia.
En 1956, actuó en la película Tres hombres en un bote, de Ken Annakin.
Edwards trabajó a menudo con el comediante Eric Sykes, actuando en los filmes que Sykes escribía: The Plank (1967), también con Tommy Cooper, su versión de 1979 rodada con Arthur Lowe y Ronnie Barker, y Rhubarb (1969). Los filmes eran inusuales, y aunque no eran mudos, no tenían diálogo, salvo gruñidos y efectos sonoros varios. 
Edwards y Sykes también hicieron giras por teatros británicos con su farsa Big Bad Mouse en la cual se involucraba a la audiencia y, generalmente, conseguía romper la 'cuarta pared'. Sykes fue reemplazado por Roy Castle en posteriores representaciones de la obra en el Teatro Shaftesbury de Londres. La obra llegó a hacer giras por Oriente Medio y Australia. Edwards también protagonizó la reposición teatral de Maid of the Mountains.

### Vida privada
Jimmy Edwards publicó su autobiografía, Six of the Best, en 1984, como continuación a Take it From Me. Entre sus aficiones se encontraban las bandas musicales de viento, y él mismo fue un buen instrumentista de tuba y bombardino. Edwards perteneció al Handlebar Club, en el cual todos los componentes tenían mostacho. 
Edwards fue miembro del Partido Conservador y Unionista y en las elecciones generales de 1964 se presentó como candidato en Paddington Norte, aunque sin éxito. Era, además, un gran aficionado a la caza del zorro en Rottingdean, cerca de Brighton. También fue Rector de la Universidad de Aberdeen durante tres años de la década de 1950, un centro que tiene tradición de nombrar a celebridades y a actores como rectores honorarios.
Estuvo casado con Valerie Seymour once años. Sin embargo, para disgusto suyo, en los años setenta se afirmaba que él era homosexual. Esta revelación hizo que en los años posteriores trabajara manos en el teatro y en la pantalla. Tras finalizar su matrimonio, se comentó su posible relación con Joan Savage, una cantante y comediante, aunque no llegó a ser confirmada.
Jimmy Edwards falleció en Londres, Inglaterra, en 1988, a los 68 años de edad, a causa de una neumonía.